# Wapen van Nieuwpoort (België)
Het wapen van Nieuwpoort werd in 1819 voor het eerst aan de West-Vlaamse stad Nieuwpoort toegekend. Ondanks toevoegingen van de gemeentes Ramskapelle en Sint-Joris heeft de gemeente Nieuwpoort het oude wapen behouden.

## Geschiedenis
Nieuwpoort werd door Filips van de Elzas gesticht in het jaar 1163. Binnen 70 jaar kreeg de plaats stadsrechten, want in 1237 werd er een stadszegel gebruikt. Op het zegel stond een boot met daarboven een staande man. Op latere zegels stonden soms een en soms twee mannen boven de boot. Soms in plaats van een of meer mannetjes een of meer vissen.
In 1472 werd er gezegeld met een zegel waarop de Vlaamse leeuw staat, als schildhouder een engel met vleugels. Reeds in 1514 wordt er een zegel gebruikt waarop de leeuw vergezeld wordt van een boot, dit wapen wordt gehouden door drie schildhouders: een soldaat achter het schild en aan weerszijden een leeuw. Vanaf 1562 houdt de leeuw een hellebaard vast. 
Het wapen werd op 28 juli 1819 door de Hoge Raad van Adel officieel aan de gemeente toegekend. In plaats van een hellebaard hield de leeuw een vlag met daarop de N vast. Na de afscheiding van Nederland werden alle Belgische gemeentewapens opnieuw, soms in verbeterde vorm, toegekend. In 1843 werd een wapen gelijk aan het huidige wapen toegekend, echter volgens de beschrijving zou de leeuw goudkleurig moeten zijn. Na de Eerste Wereldoorlog, op 26 juli 1926, werd het wapen opnieuw aangepast, ditmaal werd het Franse Oorlogskruis aan het wapen toegevoegd. Op 5 november 1984 werd het huidige wapen aan de gemeente toegekend, het Oorlogskruis werd weer verwijderd.

## Blazoenering
Het wapen is sinds de toekenning vier keer gewijzigd, hierdoor zijn er vijf blazoeneringen voor het wapen van Nieuwpoort bekend. Twee versies hebben alleen een andere tekst, maar de afbeeldingen zijn gelijk; het gaat hierbij om de versies uit 1926 en 2013. Op 7 mei 2013 kreeg de gemeente weer het oude wapen van 1926 terug. Hieronder de eerste en de laatste twee blazoeneringen:

### Eerste blazoenering
De eerste blazoenering stamt uit 1819 en werd door de Hoge Raad van Adel aan de toentertijd Nederlandse gemeente gegeven. De blazoenering luidde als volgt:
Een schild van goud beladen met een opene boot waarin is staande een leeuw houdende in deselfs voorste pooten een vlag waarin is geplaatst de letter N en op de boot van achteren een vlag, waarin mede de letter N alles van goud. Het schild gedekt met een kroon van goud.
Het wapen was goud met daarop een boot met op het achtersteven een vlag met de letter N, met daarboven een staande leeuw met in zijn poot een  vlag met daarop een gouden N. Het schild werd gedekt door een gouden kroon. De kleuren worden niet genoemd, maar officieel zijn de leeuw, boot en de hellebaard zwart van kleur. De tong van de leeuw is rood.

### Vierde blazoenering
De een-na-laatste versie stamt uit 1984 en luidt als volgt:
In goud een bootje van sabel, waarin een leeuw van hetzelfde, getongd van keel en houdende een hellebaard van sabel, paalsgewijze geplaatst.
Het huidige wapen is eveneens goud, met een zwarte boot en dito leeuw. De tong van de leeuw is nu rood van kleur. In plaats van een vlag houdt de leeuw een hellebaard vast en de vlag van het achtersteven van de boot is verdwenen. Ook de kroon wordt niet langer gevoerd.

### Vijfde blazoenering
De meest recente versie is uit 2012 en luidt als volgt:
In goud een bootje van sabel, waarin een leeuw van hetzelfde, getongd van keel en houdende een hellebaard van sabel, paalsgewijze geplaatst. Het schild getooid met het Franse Oorlogskruis (1914-18) met palm.
Het wapen is, op details na, gelijk aan het voorgaande wapen. De voorstelling is gemoderniseerd en onder het wapen is het Franse Oorlogskruis gehangen. Hiermee is het wapen gelijk aan de versie uit 1926.